# De Sims 2
De Sims 2 (Engels: The Sims 2) is een strategisch en levenssimulatiespel van Maxis en is bedacht door Will Wright, als vervolg op het spel The Sims uit de De Sims-serie. Het spel werd in september 2004 uitgebracht. Een portering voor OS X werd gemaakt door Aspyr Media en uitgebracht op 13 juni 2005. Het allerlaatste spelpakket was De Sims 2: Villa en Tuin Accessoires, dat op 20 november 2008 verscheen.

## Gameplay
Het spel verschilt sterk met de vorige versie, The Sims. Er zijn diverse vernieuwingen aangebracht en het is volledig in 3D opgebouwd. De personages (Sims genaamd) worden, in tegenstelling tot in The Sims, ouder en sterven uiteindelijk. Ook hebben ze genetische kenmerken die door worden gegeven aan hun kinderen. Er is een duidelijke weergave van een week met een weekend, waarin kinderen vrij zijn van school en vakantiedagen voor volwassenen.
Daarnaast is er de nieuwe "Wensmeter" die toe- of afneemt als een Sim zijn wensen kan vervullen of zijn angsten meemaakt. Sims kunnen een beloning krijgen als ze een bepaald doel, zoals het krijgen van een kind, bereiken. Elke Sim heeft een specifiek levensdoel, zoals de "Romantiekwens", "Familiewens", "Rijkdomwens", "Kenniswens", "Genotswens" of "Populariteitswens", ieder met hun eigen wensen en angsten. Tijdens hun peuter- en kinderjaren hebben alle Sims de "Opgroeiwens", die vervuld kan worden door het leren van bepaalde acties zoals: zindelijk worden, leren lopen en leren praten.

### Behoeften
De speler moet nog steeds rekening houden met enkele behoeften:
Honger
Sims moeten eten. Wanneer ze niet op tijd eten, kunnen ze sterven.
Blaas
Als het indicatorbalkje van deze behoefte rood wordt, moet de Sim naar het toilet gaan. Zo niet, dan zal de Sim op de grond plassen.
Hygiëne
Sims moeten douchen of in bad gaan wanneer aan deze behoefte moet voldaan worden.
Plezier
Om deze behoefte te verbeteren, kunnen Sims naar televisie kijken of een spel spelen.
Sociaal
Sims hebben nood om tijd door te brengen met andere Sims. Dit kan door middel van een telefoontje, door te chatten of de Sim uit te nodigen.
Comfort
Sims willen op een comfortabele sofa, stoel of bank zitten.
Omgeving
Wanneer het huis gevuld is met mooie, dure voorwerpen, zal het balkje volledig groen kleuren. Als het huis vol ligt met afval en rommel, zal het balkje rood worden.
Energie
Sims moeten slapen wanneer deze behoefte laag staat.

### Vaardigheden
Sims kunnen volgende vaardigheden opbouwen:
- Koken
- Techniek
- Charisma
- Lichaam
- Inzicht
- Creativiteit
- Schoonmaken

### Monsters
Het basisspel en elke uitbreiding bevat een "monster". Met een "monster" wordt een vreemd wezen bedoeld dat niet vergeleken kan worden met een gewone Sim. Soms kan de speler deze besturen, maar dat is niet altijd het geval. "Monsters" kunnen niet door de speler gemaakt worden in het onderdeel "Sim creëren".
| Naam "monster"                                                                 | Eventueel benodigd uitbreidingspakket |
| ------------------------------------------------------------------------------ | ------------------------------------- |
| Alien                                                                          | Geen                                  |
| Geest                                                                          | Geen                                  |
| Grootpoot, gebaseerd op Bigfoot                                                | Op Reis                               |
| Heks                                                                           | Appartementsleven                     |
| PlantSim, een groene Sim die bladeren als kleding draagt en lijkt op een plant | Seizoenen                             |
| Servo, een robot                                                               | Gaan het Maken                        |
| Wensgeest, een geest uit de fles                                               | Vrije Tijd                            |
| Vampier                                                                        | Nachtleven                            |
| Weerwolf                                                                       | Huisdieren                            |
| Zombie                                                                         | Studentenleven                        |

## Systeemeisen
- 800 MHz processor voor systemen met T&L-ondersteunende grafische kaart met ten minste 32 MB grafisch RAM-geheugen. Voor systemen met een grafische kaart die geen T&L ondersteunt is een 2GHz-processor met ten minste 32 MB grafisch RAM-geheugen aanbevolen. Voor uitbreidingspakketten kan het zijn dat een betere processor en/of meer (RAM) geheugen nodig is.
- 256 MB RAM
- Windows 7, Windows Vista, Windows XP, Windows 2000, Windows Me of Windows 98
- Ten minste 3.5 GB vrije harde schijfruimte

In 2004 waren heel weinig computers geschikt voor dergelijke hoge systeemvereisten. Hierdoor kreeg het spel veel kritiek. Tegenwoordig echter, bestaan er spellen die wel twintigmaal zoveel gigabyte vereisen, zoals Final Fantasy XIV.

## Uitbreidingspakketten
Uitbreidingspakketten (geschikt voor Microsoft Windows en OS X) bevatten naast nieuwe voorwerpen ook nieuwe functies en gameplay. Voor alle uitbreidingspakketten is het basisspel, De Sims 2, vereist.

### De Sims 2: Studentenleven
Electronic Arts bracht het eerste uitbreidingspakket uit op 10 maart 2005. Hierin kunnen de Sims gaan studeren en kennis maken met het studentenleven in studentenhuizen. De Engelse versie heet The Sims 2: University.

### De Sims 2: Nachtleven
Het tweede uitbreidingspakket werd op 16 september 2005 uitgebracht. In deze uitbreiding kunnen de Sims naar de nieuwe stadsbuurt gaan, waar ze onder andere restaurants en bowlingzalen tegenkomen. De Engelse versie heet The Sims 2: Nightlife.

### De Sims 2: Gaan het Maken
Het derde uitbreidingspakket werd uitgebracht op 2 maart 2006. Hierin kunnen de Sims op zelfstandige wijze een eigen bedrijfje opstarten. De Engelse versie heet The Sims 2: Open For Business.

### De Sims 2: Huisdieren
Het vierde uitbreidingspakket werd uitgebracht op 19 oktober 2006. Hierin kunnen de Sims huisdieren hebben en verzorgen. De Engelse versie heet The Sims 2: Pets.

### De Sims 2: Seizoenen
Het vijfde uitbreidingspakket werd uitgebracht op 2 maart 2007. Hierin kunnen de Sims genieten van de 4 seizoenen en het weer. De Engelse versie heet The Sims 2: Seasons.

### De Sims 2: Op Reis
Het zesde uitbreidingspakket is uitgebracht op 6 september 2007. Hierin kunnen Sims op vakantie gaan naar 3 verschillende, exotische bestemmingen: een tropisch eiland, een stad in de bergen en het verre oosten. De Engelse versie heet The Sims 2: Bon Voyage.

### De Sims 2: Vrije Tijd
Het zevende uitbreidingspakket is uitgebracht op 28 februari 2008. Hierin kunnen de Sims allerlei hobby's uitproberen zoals pottenbakken, naaien, koken en klussen. De Engelse versie heet The Sims 2: FreeTime.

### De Sims 2: Appartementsleven
Het achtste en laatste uitbreidingspakket van De Sims 2 is uitgebracht op 28 augustus 2008. In dit uitbreidingspakket krijgen Sims de mogelijkheid om in flats, rijtjeshuizen en twee-onder-een-kapwoningen te gaan wonen. De Engelse benaming voor dit uitbreidingspakket is The Sims 2: Apartment Life.

## Accessoirepakketten
Accessoirepakketten (geschikt voor Microsoft Windows en OS X) bevatten enkel nieuwe voorwerpen (ongeveer 60) en geen nieuwe functies. Voor alle uitbreidingspakketten is het basisspel, De Sims 2, vereist.

### De Sims 2: Familiepret Accessoires
Op 13 april 2006 kwam het eerste accessoirepakket uit. Bij dit pakket kunnen nieuwe 60 voorwerpen toegevoegd worden aan kinderkamers in de categorieën fantasie en onderwater. De Engelse versie heet The Sims 2: Family Fun Stuff.

### De Sims 2: Glamour Accessoires
Het tweede accessoirepakket kwam op 31 augustus 2006 uit. Er zijn 60 nieuwe meubels, kapsels en kledingstukken beschikbaar. Zoals de naam het al zegt, bevat dit pakket luxevoorwerpen en -kledij. De Engelse versie heet The Sims 2: Glamour Life Stuff.

### De Sims 2: Kerst Accessoires
In november 2006 kwam het derde accessoirepakket uit. Dit is een soort remake van het speciale Kerstpakket dat verscheen op 17 november 2005. Dat pakket bevat De Sims 2 en extra toegevoegd materiaal voor Kerstmis. In Kerst Accessoires zijn echter een aantal extra voorwerpen toegevoegd, zodat het totaal neerkomt op 60 nieuwe voorwerpen. De Engelse versie heet The Sims 2: Festive Holiday Stuff of The Sims 2: Happy Holiday Stuff.

### De Sims 2: Feest! Accessoires
Op 5 april 2007 werd het vierde accessoirepakket uitgebracht. Nu kunnen Sims een feest in stijl geven met alle bijhorende accessoires en feestkledij. De Engelse versie heet The Sims 2: Celebration! Stuff.

### De Sims 2: H&M Fashion Accessoires
Op 7 juni 2007 kwam het vijfde accessoirepakket uit. Hiermee is het mogelijk een eigen H&M-winkel te bouwen, met de mogelijkheid kleren van de H&M-collectie te gebruiken. De Engelse versie heet ook The Sims 2: H&M Fashion Stuff.

### De Sims 2: Tiener Accessoires
Het zesde accessoirepakket is sinds 8 november 2007 verkrijgbaar. Daarin zitten 65 accessoires waarmee tieners hun persoonlijkheid kunnen uitdrukken. De nieuwe kleren en spullen komen uit drie nieuwe thema's: skater, snob en gothic. De Engelse versie heet The Sims 2: Teen Style Stuff.

### De Sims 2: Keuken & Bad Accessoires
Het zevende accessoirepakket verscheen op 17 april 2008. Dit pakket bevat voorwerpen, vloeren en kledij voor de keuken en badkamer. De nieuwe meubels zijn onder andere douches, handdoekrekjes, fornuizen en koelkasten. De Engelse versie heet The Sims 2: Kitchen & Bath Interior Design Stuff.

### De Sims 2: IKEA Woon Accessoires
Het achtste accessoirepakket zit vol met meubelen van woongigant IKEA. Het verscheen op 26 juni 2008 op de markt. Een aantal meubels die in de IKEA-winkels verkocht worden zijn met dit accessoirepakket te krijgen, zoals diverse tafels, bedden, stoelen en banken. Het is het tweede accessoirepakket in de De Sims 2-reeks dat in samenwerking met een echte winkel tot stand kwam. De Engelse benaming voor dit accessoirepakket is The Sims 2: IKEA Home Stuff.

### De Sims 2: Villa en Tuin Accessoires
Het negende accessoirepakket is het allerlaatste spel uit de De Sims 2-reeks. Het is uitgekomen op 20 november 2008. De nieuwe meubels die in het pakket zitten zijn onder andere tuinmeubelen, vloerbedekking, en bloemen en planten. Deze uitbreiding bevat 60 nieuwe voorwerpen. De Engelse versie heet The Sims 2: Mansion and Garden Stuff.

## Trivia
- Het basisspel bevat ook een "monster". Dit is een alien. Een Sim wordt, terwijl hij of zij door een telescoop kijkt, soms ontvoerd door aliens en komt dan zwanger terug. Ongeacht of de Sim een man of een vrouw is, zal deze bevallen van een groene alien met grote zwarte ogen. De latere kinderen van aliens zijn ook aliens.
- Er zijn veel verwijzingen naar lama's. Zo is de mascotte van de sportcarrière een lama en hebben sommige meubels een verwijzing naar lama's. Dit is vaker het geval in spellen van Maxis.
- Het spel is opgenomen in het boek 1001 Video Games You Must Play Before You Die van Tony Mott.